# O.S. Engines
O.S. Engines è un'azienda giapponese di motori per modellismo.

## Storia
L'azienda fu fondata nel 1936 da Shigeo Ogawa ("Ogawa Shigeo" secondo la tradizione giapponese nomastica) per la produzione di modelli di motori a vapore. Il nome dell'azienda deriva dalle iniziali del nome. Su richiesta di un acquirente Americano, Paul Houghton, Ogawa costruì il primo modello a miscela, il 1.6cc O.S. Type-1 che forte di duecento esemplari prodotti, prese il nome di "Pixie". Dopo la Seconda guerra mondiale, Ogawa Seiki espanse la linea di produzione con Ia linea di motori “MAX” acclamati in tutto il mondo per affidabilità e durata. Nel 1976, O.S. fu pioniere nei moderni quattro tempi con candela con il "FS-60" 10 cm³ di cilindrata, e divenne uno dei migliori produttori di Motore a quattro tempi di sempre.
Oggi, O.S. Engines produce una ampia gamma di motoric he include l'unico Wankel rotativo per aeromodelli, chef u lanciato per la prima volta nel 1970, in cooperazione con la tedesca Graupner. 
O.S. ha inoltre prodotto modelli di locomotive a vapore.

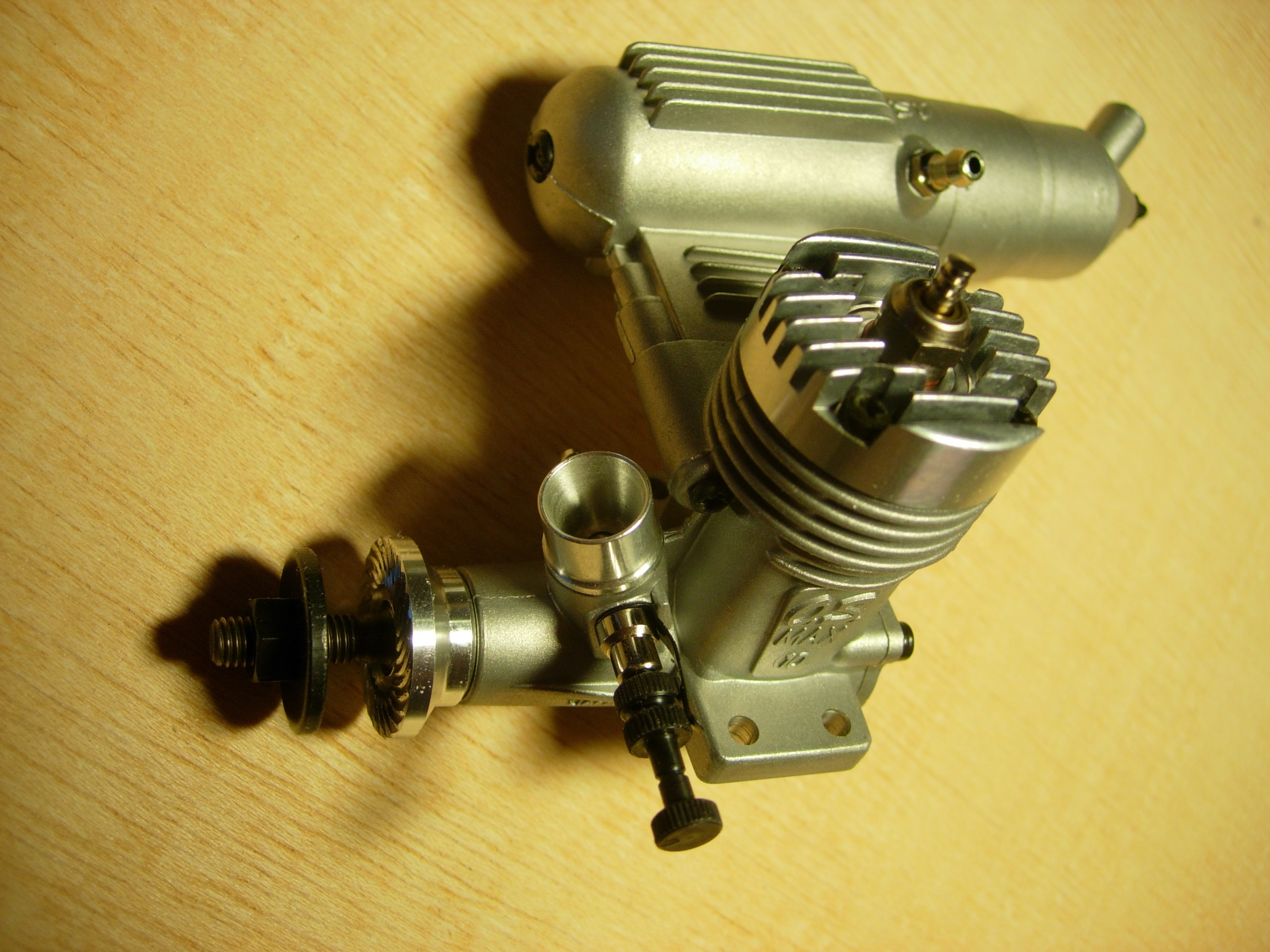
Motore con marmitta O.S.10FP